# 20유로센트 주화
20유로센트 주화(€0.20)는 유로 주화 가운데 하나로 0.2유로에 달하는 액면 가치를 가진 주화이다. 20유로센트 주화는 343,000,000명에 달하는 유럽인들이 사용하는 유로존 소속 유럽 24개국의 통화인 유로 주화 가운데 하나이기도 하다. 무게는 5.74g, 지름은 22.25mm, 두께는 2.14mm이며 스페인 꽃 모양을 띠고 있다. 재질은 노르딕 골드(구리 89%, 알루미늄 5%, 아연 5%, 주석 1%)이고 테두리는 7개의 넓은 홈이 있는 평면(스페인 꽃)을 띠고 있다.
1999년에 디자인되어 2002년부터 발행되었으며 뤼크 라위크스가 디자인을 맡았다. 2007년에 주화 뒷면의 디자인이 약간 수정되었다. 주화 뒷면 왼쪽에는 유럽 지도가 그려져 있으며 지도 옆에는 로마자로 표기한 "20 EURO CENT"(20유로센트)가 새겨져 있다. 주화 앞면에는 발행 국가마다 서로 다른 주화 디자인이 그려져 있고 공통적으로는 12개의 별, 발행 연도가 새겨져 있다.

## 발행 국가별 주화 앞면 디자인
| 발행 국가별 유로 주화   | 디자인 소재                                                                |
| ----------------------- | -------------------------------------------------------------------------- |
| 그리스의 유로 주화      | 요안니스 카포디스트리아스의 초상화 (2002년 ~ 현재)                         |
| 네덜란드의 유로 주화    | 베아트릭스 여왕의 초상화 (2002년 ~ 2013년)                                 |
| 네덜란드의 유로 주화    | 빌럼알렉산더르 국왕의 초상화 (2014년 ~ 현재)                               |
| 독일의 유로 주화        | 브란덴부르크 문 (2002년 ~ 현재)                                            |
| 라트비아의 유로 주화    | 라트비아의 대형 국장 (2014년 ~ 현재)                                       |
| 룩셈부르크의 유로 주화  | 앙리 대공의 초상화 (2002년 ~ 현재)                                         |
| 리투아니아의 유로 주화  | 리투아니아의 국장 (2015년 ~ 현재)                                          |
| 모나코의 유로 주화      | 모나코 공작의 문장 (2002년 ~ 2005년)                                       |
| 모나코의 유로 주화      | 알베르 2세 공작의 모노그램 (2006년 ~ 현재)                                 |
| 몰타의 유로 주화        | 몰타의 국장 (2008년 ~ 현재)                                                |
| 바티칸 시국의 유로 주화 | 교황 요한 바오로 2세의 초상화 (2002년 ~ 2005년)                            |
| 바티칸 시국의 유로 주화 | 교황청 회계국의 문장과 교황 궁무처장의 문장 (2005년 ~ 2006년)              |
| 바티칸 시국의 유로 주화 | 교황 베네딕토 16세의 초상화 (2006년 ~ 2013년)                              |
| 바티칸 시국의 유로 주화 | 교황 프란치스코의 초상화 (2014년 ~ 2016년)                                 |
| 바티칸 시국의 유로 주화 | 교황 프란치스코의 문장 (2017년 ~ 2025년)                                   |
| 바티칸 시국의 유로 주화 | 교황 레오 14세와 관련된 디자인 (2026년(예상) ~ )                           |
| 벨기에의 유로 주화      | 알베르 2세 국왕의 초상화와 모노그램 (2002년 ~ 2013년)                      |
| 벨기에의 유로 주화      | 필리프 국왕의 초상화와 모노그램 (2014년 ~ 현재)                            |
| 불가리아의 유로 주화    | 마다라 기사상 (2026년(예정) ~ 현재)                                        |
| 산마리노의 유로 주화    | 구에르치노 학교의 그림에 등장하는 성 마리누스 (2002년 ~ 2016년)            |
| 산마리노의 유로 주화    | 티타노산과 산마리노의 세 개의 탑 (2017년 ~ 현재)                           |
| 스페인의 유로 주화      | 미겔 데 세르반테스의 초상화 (2002년 ~ 현재)                                |
| 슬로바키아의 유로 주화  | 브라티슬라바성 (2009년 ~ 현재)                                             |
| 슬로베니아의 유로 주화  | 2마리의 리피자너 (2007년 ~ 현재)                                           |
| 아일랜드의 유로 주화    | 하프 (2002년 ~ 현재)                                                       |
| 안도라의 유로 주화      | 산타콜로마단도라 교회 (2015년 ~ 현재)                                      |
| 에스토니아의 유로 주화  | 에스토니아 지도 (2011년 ~ 현재)                                            |
| 오스트리아의 유로 주화  | 벨베데레 궁전 (2002년 ~ 현재)                                              |
| 이탈리아의 유로 주화    | 움베르토 보초니의 조각 《공간에서의 독특한 형태의 연속성》 (2002년 ~ 현재) |
| 크로아티아의 유로 주화  | 니콜라 테슬라의 초상화 (2023년 ~ 현재)                                     |
| 키프로스의 유로 주화    | 키레니아선 (2008년 ~ 현재)                                                 |
| 포르투갈의 유로 주화    | 1142년에 사용된 포르투갈의 왕실 직인 (2002년 ~ 현재)                       |
| 프랑스의 유로 주화      | 씨 뿌리는 여인 (2002년 ~ 2023년)                                           |
| 프랑스의 유로 주화      | 조세핀 베이커의 초상화와 씨 뿌리는 여인 (2024년 ~ 현재)                    |
| 핀란드의 유로 주화      | 핀란드의 국장 (2002년 ~ 현재)                                              |